# Belle Adair
Belle Adair (7 de febrero de 1889-4 de mayo de 1926) fue una actriz estadounidense, quien estuvo activa en Hollywood durante la era de cine mudo.

## Biografía
Belle nació en Wallingford, Vermont, hija de John Adair y Sarah Anderson; su familia se mudó a Glens Falls, Nueva York, cuando Belle era joven. Años más tarde, Belle se mudó a Nueva York para estudiar en Brooklyn Teachers Training College. Llegó a hacer varias películas durante su tiempo en Nueva York, y se casó con Ewald F. Buchal en Passaic, Nueva Jersey. Belle murió en 1926 tras haber sufrido un período de mala salud.

## Filmografía
- The Burden Bearer (1915)
- For the Mastery of the World (1914)
- Man of the Hour (1914)
- Mother (1914)
- Son (1914)
- Adventures in Diplomacy (1914)
- Boy (1914)
- The Character Woman (1914)
- Moonlight (1914)
- Duty (1914)
- The Greatest of These (1914)
- Wife (1914)
- The Drug Traffic (1914)
- At the Court of Prince Make Believe (1914)
- The Diamond Master (1914)
- The Good in the Worst of Us (1914)
- Coming Home (1914)
- The Case of Cherry Purcelle (1914)
- Cue and Mis-Cue (1914)